# Don Drummond
Pour les articles homonymes, voir Drummond.
Don Drummond est né le 12 mars 1934, à Kingston, Jamaïque, dans le quartier de Trenchtown. Il est mort le 6 mai 1969 à Kingston. C'est un tromboniste et compositeur jamaïcain issu du jazz, il restera une des plus grandes légendes du ska et de la musique jamaïcaine pour son œuvre individuelle ainsi que pour sa carrière au sein des Skatalites, groupe mythique formé en 1963.

## Biographie
Don Drummond était parmi les figures les plus représentatives du ska et un des membres fondateurs des Skatalites. Il fut le compositeur le plus prolifique dans son genre, avec près de 300 titres sous son nom.
Même avant la naissance du ska, Drummond était déjà considéré comme une légende jamaïcaine pour ses prouesses en jazz et en tant que professeur des jeunes orphelins de l'Alpha Boys School de Kingston. C'est d'abord en tant qu'élève qu'il fréquente cet établissement sous la direction de Rupert Anderson. La tradition veut que les anciens pensionnaires deviennent par la suite professeurs. Il enseigne alors à Rico Rodriguez, Vernon Muller, Joe Harriott et Vincent Gordon.
Don Drummond intègre par la suite les orchestres locaux tel que le Colony Club Orchestra d'Eric Dean ou le Tony Brown Orchestra. Aimant le jazz, il forme un groupe, le Don Drummond Four et est élu meilleur tromboniste de l'année 1954. Clement Dodd le repère lors d'un de ses shows et l'embauche dans ses groupes de studio (les Blues Blasters, The City Slickers ou le Studio One Orchestra), où officient plusieurs futurs Skatalites. Sa carrière de studio commence en 1956, il a principalement enregistré des specials (enregistrements originaux et exclusivement pour sound system). En 1959, cependant, ces specials ont commencé à être commercialisées pour la Jamaïque puis l'Angleterre. Drummond enregistre également pour les producteurs Leslie Kong (Spitfire), Vincent Chin (Don't Bury Me, Dandy Don D.), Prince Buster (That Man Is Back, Dewdrops, Corner Stone), Justin Yap (Ringo, Confucious, Ska-Ra-Van) et Duke Reid (Eastern Standart Time, Occupation, Let Georges Do It).
Ses premières influences viennent de grands jazzmen américains tels Jay Jay Johnson ou Kai Winding. Le génie de Don Drummond n'est pas venu sans prix, il fut un homme notoirement excentrique qui a souffert de schizophrénie, son comportement erratique lui ayant valu le surnom de "Don Cosmic" de la part de Dodd. Il était fréquent que lors de concerts, il s'arrête de jouer et reste immobile sur la scène devant un public remuant. Il est l'un des premiers musiciens rasta et fréquente les groundations de Count Ossie. Ses titres King Solomon, African Beat, Mesopotamia ou Addis Ababa rendent hommage à l'Afrique et quant à Marcus Junior et Garvey Burial, dédiés à Marcus Garvey, ils témoignent de ses convictions et de sa foi.
Drummond est devenu par la suite un des chefs créateurs et spirituels des Skatalites. En 1964, le Ska inonde les ondes hertziennes jamaïcaines tout au long de l'année, et il participe à des dizaines de séances d'enregistrement. Les Skatalites accompagneront les stars jamaïcaines de l'époque tel que Joe Higgs ou Jackie Opel mais également une nouvelle génération où l'on retrouve Delroy Wilson, The Wailers, Lee 'Scratch' Perry et Ken Boothe.
Man in the Street, composition de Drummond, rentre dans le Top 10 au Royaume-Uni en 1964, et un an après, son adaptation du thème du film "Guns of Navarone" réussit le même exploit en Angleterre.
Le nouvel an 1965, il se rend au commissariat pour le meurtre de sa femme, une danseuse nommée Anita 'Margarita' Mahfood (que l'on peut entendre sur le titre Woman A Come), poignardée. Son corps a été trouvé dans sa maison, la victime avait de multiples blessures causées par des coups violents. Drummond a été considéré comme non-responsable de ses actes par le tribunal et interné au Bellevue Hospital.
Il meurt le 6 mai 1969 à l'âge de 35 ans. Sa mort a suscité d'étranges rumeurs (notamment une vengeance de la famille de sa concubine ou un suicide), la version officielle étant une mort naturelle. Heather Augustyn, auteur d'une biographie exhaustive de Don Drummond parue à l'été 2013, affirme avoir la preuve que la mort de Don Drummond fut causée par les médicaments administrés à l'hôpital de Bellevue et qu'il était impossible que la famille d'Anita Mahfood ait été derrière un meurtre de vengeance.